# غایرخان
غایرخان یا اینالچق یا اینالچوق حاکم شهر اترار (فاراب) در زمان سلطنت خوارزمشاهیان بود. او با ترکان خاتون مادر خوارزمشاه خویشاوندی داشت. از غایرخان به عنوان مسبب حمله مغول به ایران یاد می‌شود.
چنگیز خان ایجاد رابطه با سلطان محمد خوارزمشاه را وسیله‌ای برای برقراری تجارت بین دو دولت می‌دانست. در همین جهت اولین سفیر سلطان خوارزم را هم در جلوی دروازهٔ پکن پذیرفت و ضرورت تجارت بین مغول و قلمرو سلطان را لازمهٔ ایجاد روابط دوستی اعلام کرد. در جریان همین احوال تعدادی بازرگان مسلمان از قلمرو سلطان پاره‌ای اجناس به ولایت خان مغول بردند و چنگیز هرچند در آغاز ورود با آنها با خشونت رفتار کرد، سرانجام از آنها دلجویی نمود و آنها را به خشنودی بازگرداند. در بازگشت آنها، تعدادی بازرگان مغول که تعدادشان به ۴۵۰ نفر می‌رسید و ظاهراً اکثر آنها نیز مسلمانان ولایت وی بودند با پاره‌ای اجناس به همراه ایشان و با نامه‌ای شامل توصیهٔ آنها و درخواست برقراری رابطه بین دو دولت، به قلمرو سلطان خوارزمشاه فرستاد، اما غایرخان این بازرگانان را هنگامی‌که از سرحد آن ناحیه وارد قلمرو سلطان می‌شدند را به طمع مال یا احساس خطرجاسوسی، در همان‌جا توقیف کرد و سپس با اجازهٔ سلطان محمد خوارزمشاه که در آن هنگام در ولایت عراق بود و گزارش غایرخان را نشانهٔ سوءنظر چنگیز تلقی کرد، تمامی این بازرگانان را قتل‌عام کرد. سفیری هم که بعد از آن از جانب چنگیز آمد و حامل اعتراض خان مغول و مطالبهٔ جبران این واقعه بود، به قتل رسید و خان مغول به تلافی این اهانت هجوم به قلمرو سلطان را اجتناب ناپذیر یافت.
چنگیز خان پس از حمله به ایران، اترار را محاصره کرد. محاصرهٔ اترار ۶–۵ ماه طول کشید و مقاومت این شهر از دیگر شهرهای ماوراءالنهر بیشتر بود. حاکم شهر غایرخان که می‌دانست چنگیز انتقام سفرای خود را از او خواهد کشید، تا آخرین لحظه پایدارای کرد و چون بالاخره از سلطان محمد کمکی به او نرسید شهر به تصرف دشمن درآمد و حاکم را زنده دستگیر کرده و به نزد چنگیز آوردند. چنگیز فرمان داد نقره داغ کنند و در گوش و چشم او بریزند.